# 파나마의 경제
파나마의 경제는 GDP의 거의 80%를 차지하고 있고 해외 수입의 대부분을 차지하는 서비스 부문에 주로 기반을 두고 있다. 파나마 운하, 은행, 상업, 콜론 자유 무역 지대, 보험, 컨테이너 항구, 대표 등록부, 의료, 보건 및 관광 서비스 등이 있다. 파나마의 산업은 항공기 예비 부품, 시멘트, 음료, 접착제, 직물 제조를 포함한다. 또한 파나마로부터의 수출품에는 바나나, 새우, 설탕, 커피, 의류가 포함되어 있다. 파나마의 경제는 완전히 달러화되었으며, 미국 달러는 파나마에서 법정 통화로 사용되고 있다. 파나마는 콜롬비아에서 탈퇴한 뒤(미국의 도움을 받아) 일시적으로 자국 통화를 박탈당한 뒤 미국 달러를 법정 통화로 채택한 첫 외국 국가다. 파나마는 저인플레이션 역사가 있는 중상위 소득 경제국이다.

## 경제 부문

### 금융 서비스
파나마는 금융 서비스 부문이 상당하며 중앙은행이 곤경에 처한 은행을 구제하기 위해 최후의 수단 역할을 하지 못하고 있다. 그 결과 파나마 은행들은 2012년 평균 자본적정성비율이 법적 최저치의 거의 두 배인 15.6%로 매우 보수적으로 운영되고 있다. 이 부문은 운하를 통과하는 무역을 위한 무역 자금을 제공하면서 성장했고, 후에 노리에가 치하의 마약 거래를 위한 돈세탁으로 발전했다. 2007~2008년 세계 금융 위기 이후 조세회피처로서의 명성을 떨쳐내기 위해 많은 (대부분 OECD) 국가들과 이중과세 조약을 체결했고 2011년 4월에는 미국과 금융정보 교환에 관한 조약을 체결했다.

### 농업
파나마의 농업은 파나마 경제의 중요한 부문이다. 주요 농산물은 바나나, 코코아 콩, 커피, 코코넛, 목재, 쇠고기, 닭고기, 새우, 옥수수, 감자, 쌀, 콩, 사탕수수 등이다.
2009년 파나마 국내총생산(GDP)의 7.4%를 차지하는 농수산물은 파나마가 순수 식품 수입국이며 미국은 주요 공급국이다. 농업은 많은 농민들이 자급 농업에 종사하기 때문에 많은 파나마인들을 고용하고 있다.

### 광업
파나마의 광물 채굴 산업은 2006년 파나마 GDP의 약 1%를 차지했다. 여기에는 시멘트나 정유 제품과 같은 광물 상품의 제조는 포함되지 않는다.

## 조세
파나마에서 세금은 재정법에 의해 통제되며, 이는 파나마에서 사업을 통해 얻은 소득이나 이익에만 세금이 적용된다는 것이다. 파나마에 영업소나 행정사무소가 존재하거나 이익을 보고 외부거래를 재개하는 것 자체가 파나마 밖에서 이루어지는 경우 과세가 되지는 않는다. 이러한 수익에서 지급되는 배당금은 비과세이다.
2005년 2월 파나마의 입법부는 새로운 사업세 수입 증대와 국가 부채 수준을 높이기 위한 주요 재정 개혁안을 승인했다. 입법부는 46대 28로 기업의 총수입에 대한 새로운 1.4퍼센트의 세금과 아메리카에서 가장 큰 자유 항구인 콜론 자유 무역 지대에서 운영하는 기업에 대한 1%의 세금을 부과하는 법안을 찬성했다.